# Filmbana
En filmbana är den spårbana, i vilken filmremsan i en filmkamera rör sig förbi bildfönstret för att belysas via objektivet.